# La ciudad de los niños
La ciudad de los niños és una pel·lícula dramàtica mexicana estrenada el setembre de 1957 i dirigida per Gilberto Martínez Solares, autor també del guió. Fou protagonitzada per Arturo de Córdova i Sara García, entre d'altres. Fou seleccionada per competir al Festival Internacional de Cinema de Sant Sebastià 1957, encara que no va obtenir cap premi.

## Argument
La pel·lícula ofereix una visió de la "ciutat dels nens" de Monterrey (Mèxic), on un grup de sacerdots encapçalats pel Padre Álvarez aplega infants abandonats perquè no caiguin en la mala vida que els espera, i intenta donar-los una educació cristiana i social.

## Repartiment
- Arturo de Córdova... Padre Álvarez
- Marga López... 	Luisa Andrade
- Sara García... 	Doña Juliana
- Carlos Rivas... 	Padre Oliver
- Eduardo Fajardo... Señor Jaime Andrade
- Óscar Pulido 	... 	Calixto García Garza (el verrugas)
- Freddy Fernández... 	Cerillo
- Jaime Jiménez Pons... Lázaro, el tizón
- Rogelio 'Frijolitos' Jiménez Pons ... Pepito
- Abraham Gelbser ... Moshe
- Dolores Camarillo ... María

## Premis
La pel·lícula va el Premi Ariel a la millors actuació infantil per Abraham Gelbser i a la millor actuació juvenil per Jaime Jiménez Pons, i fou nominada a la millor actuació juvenil per Freddy Fernández i al millor guió per Julio Alejandro.